# كايل سميث (لاعب كرة سلة)
كايل سميث (بالإنجليزية: Kyle Smith)‏ (و. 1969  م) هو لاعب كرة السلة، ومدرب كرة سلة، من الولايات المتحدة، ولد في إل باسو، تكساس، يلعب كلاعب هجوم خلفي.

## روابط خارجية
- كايل سميث على موقع كلية كرة السلة في سبورتس رفرنس.كوم (الإنجليزية)